# Clase Gnevny
La Clase Gnevny fue un grupo de destructores construidos para la Armada Soviética hacia finales de la década de 1930 y principios de la década de 1940. Son conocidos a veces por el nombre de Clase Gremyashchiy y la Designación Oficial Soviética fue Proyecto 7. Muchos de estos buques participaron en la Segunda Guerra Mundial.
Al principio de la década de 1930 la Unión Soviética se sintió capaz de recomenzar la construcción de destructores para la flota y 48 unidades fueron encargadas dentro de las estipulaciones del Segundo Plan Quinquenal.
El diseño fue llevado a cabo con asistencia italiana a pesar de las diferencias ideológicas entre los soviéticos y la Italia Fascista. Los mismos recordaban a otros destructores contemporáneos construidos por Italia para la Armada Griega y la Armada Turca.
Sufrieron algunas de los defectos de otros buques italianos de su tiempo, como debilidad estructural y limitada navegabilidad. Existieron, también, problemas mecánicos significativos en las primeras unidades construidas. Los defectos de diseño se hicieron evidentes luego de las pruebas de mar de las primeras unidades entre 1936 y 1937 y la producción se detuvo después de 30 buques terminados. Un diseño modificado fue puesto en producción más tarde con el nombre de Tipo 7U.
Cuatro buques supervivientes de la Flota del Pacífico fueron trasferidos a la Armada del Ejército Popular de Liberación donde sirvieron bajo el nombre de Clase Anshan.

## Diseño

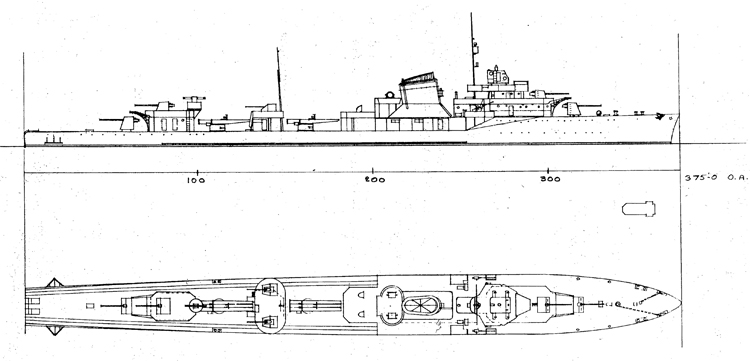
Alzado derecho y planta de la clase Gnevny

Después de construir los destructores de clase Leningrado, grandes y costosos de 40 nudos (74 km/h), la Armada soviética buscó la asistencia técnica de Italia para diseñar destructores más pequeños y más baratos. Obtuvieron la licencia de los planos de los destructores italianos de la clase Folgore y, al modificarlos para sus propósitos, sobrecargaron un diseño que ya era algo poco estable.
Los destructores de la clase Gnevnys tenían una eslora total de 112,8 metros, una manga de 10,2 metros y un calado de 4,8 metros a plena carga. Los buques tenían un sobrepeso significativo, casi 200 toneladas más pesados de lo inicialmente diseñado, desplazando 1612 toneladas con carga estándar y 2039 toneladas a toda carga. Su tripulación constaba de 197 oficiales y marineros en tiempo de paz y 236 en tiempo de guerra.
Los buques contaban con un par de turbinas de vapor con engranajes, cada una impulsaba una hélice, capaz de producir 48,000 caballos de fuerza en el eje (36,000 kW) usando vapor de tres calderas de agua tubular que estaba destinado a darles una velocidad máxima de 37 nudos (69 km/h). Los diseñadores habían sido conservadores al calificar las turbinas y muchos, pero no todos, los buques excedieron fácilmente su velocidad diseñada durante sus pruebas de mar. Las variaciones en la capacidad de fueloil significaron que el alcance de los destructores de la clase Gnevny variaba entre 1670 y 3145 millas náuticas (3.093 a 5.825 km; 1.922 a 3.619 millas) a 19 nudos (35 km/h).

### Armamento
Tal y como estaban construidos, los barcos de la clase Gnevny montaban cuatro cañones 130 mm/50 B13 Pattern 1936 de 130 milímetros calibre 50 en dos pares de monturas individuales superfuego a proa y popa de la superestructura. Cada arma contaba con 150 rondas. El desarrollo del arma se vio afectado por problemas de erosión excesiva del cañón y se construyeron tres variantes en un esfuerzo, no del todo exitoso, para resolver el problema que complicó el apoyo logístico y operativo ya que cada uno se comportaba de manera ligeramente diferente. Los montajes operados manualmente tenían un rango de elevación de entre -5 ° a + 45 ° y tenían una cadencia de tiro de 6 a 10 disparos por minuto. Disparaban un proyectil de 33,4 kilogramos a una velocidad inicial de 870 m/s, lo que les daba un alcance de 25.597 metros.
La defensa antiaérea fue proporcionada por dos cañones AA 34-K de calibre 55 y 76,2 milímetros y dos cañones AA 21-K de calibre 46 y 45 milímetros, todos en monturas individuales, también como un par de ametralladoras DK o DShK de 12,7 milímetros. Los cañones 34-K podían elevarse entre -5 ° y + 85 °, tenían una cadencia de fuego de 15-20 rondas por minuto, y los barcos llevaban 300 rondas por arma para ellos. Su velocidad de salida, de 801 metros por segundo, daba a sus proyectiles de alto explosivo de 11,9 kg un alcance horizontal máximo de 14.640 metros y un techo efectivo de 6.500 metros. El 21-K era un cañón antitanque reconvertido con una cadencia de tiro de 25-30 disparos por minuto con un rango de elevación entre -10 ° y + 85 °. El arma disparó un proyectil de 1,41 kilogramos  a una velocidad inicial de 760 m/s. Esto les daba un alcance de 9.200 metros. Los buques del Proyecto 7 almacenaban 500 rondas para cada arma. El DShK tenía una cadencia de tiro efectiva de 125 disparos por minuto y un alcance efectivo contra aviones de 2.500 metros.
Los buques estaban equipados con  seis tubos lanzatorpedos de 533 mm en dos montajes triples giratorios en medio del barco; cada tubo estaba provisto de una recarga. Los barcos de la clase Proyecto 7 utilizaban principalmente el torpedo 53-38 o 53-38U, que solo se diferenciaba por el tamaño de su ojiva; este último tenía una ojiva 100 kilogramos más pesada que la ojiva de 300 kilogramos del 53-38. Los torpedos tenían tres configuraciones de rango / velocidad: 10,000 metros a 30.5 nudos (56.5 km/h); 8.000 metros a 34,5 nudos (63,9 km/h) y 4.000 metros a 44,5 nudos (82,4 km/h). Los barcos también podían transportar un máximo de 60 o 95 minas y 25 cargas de profundidad. Fueron equipados con un juego de hidrófonos Marte para la guerra antisubmarina, aunque eran inútiles a velocidades superiores a tres nudos (5,6 km/h). Los buques estaban equipados con dos paravanes K-1 destinados a destruir minas y un par de lanzadores de cargas de profundidad.
Los buques contaban con un sistema de control de fuego Mina-7 derivado del sistema italiano Galileo, para el control de fuego de la batería principal. Dicho sistema, incluía una computadora analógica mecánica TsAS-2 que recibía información de un director de artillería KDP2-4 en el techo del puente que montó un par de telémetros estereoscópicos DM-4 de cuatro metros. El control de fuego antiaéreo era estrictamente manual con solo un telémetro DM-3 de tres metros para proporcionar datos a las armas.

## Buques

### Flota del Mar Negro
| Buque         | Constructor                     | Botado      | Completado        | Destino                                                 |
| ------------- | ------------------------------- | ----------- | ----------------- | ------------------------------------------------------- |
| Bodry         | Astillero Marti, Nikolaev       | 1936        | 1938              | Desguazado en los 1950s                                 |
| Bystry        | Astillero Marti, Nikolaev       | 1936        | nov 1938          | Hundido el de 1 de julio de 1941 por una mina magnética |
| Bezuprechny   | Astillero 61 Kommunar, Nikolaev | 1936        | 1939              | Hundido el 26 de junio de 1942                          |
| Bditelny      | Astillero 61 Kommunar, Nikolaev | 1936        | 1939              | Hundido el 2 de julio de 1942                           |
| Boyky         | Astillero Marti, Nikolaev       | 29 oct 1936 | 1 de mayo de 1939 | Desguazado 1958,                                        |
| Besposhchadny | Astillero Naval de Sevastopol   | 1937        | sept 1939         | Hundido el 6 de octubre de 1943 por Stukas              |

### Flota del Báltico
| Buque         | Constructor                   | Botado              | Completado          | Destino |
| ------------- | ----------------------------- | ------------------- | ------------------- | --- |
| Gnevny        | Astillero Zhdanov, Leningrado | 13 de junio de 1936 | 31 de enero de 1939 | Hundido el 23 de junio de 1941 por minas |
| Gordy         | Astillero Báltico, Leningrado | 1936                | 1938                | Hundido al chocar contra varias minas el 14 de noviembre de 1941 |
| Gromky        | Astillero Báltico, Leningrado | 6 dic 1937          | 23 feb 1939         | Trasferido a la Flota del Norte en 1941, desguazado 1960 |
| Grozny        | Astillero Zhdanov, Leningrado | 31 de julio de 1936 | 1939                | Trasferido a la Flota del Norte en 1941, usado como blanco para pruebas nucleares en 1957, cerca de Novaya Zemlya |
| Gremyashchy   | Astillero Zhdanov, Leningrado | 12 de marzo de 1937 | 1939                | Trasferido a la Flota del Norte en 1941, usado como blanco para pruebas nucleares en 1957, cerca de Novaya Zemlya |
| Grozyashchy   | Astillero Zhdanov, Leningrado | 18 ago 1936         | 1939                | Dañado por bombas cerca de Leningrado, desguazado en los 1950s |
| Sokrushitelny | Astillero Zhdanov, Leningrado | 15 ago 1936         | 1939                | Trasferido a la Flota del Norte en 1941 se hundió en una tormenta el 22 de noviembre de 1942, después de que la popa se rompiera, 35 muertos                                                                                  |
| Smetlivy      | Astillero Zhdanov, Leningrado | 17-09-1936          | 1938                | Hundido por minas el 4 de noviembre de 1941 |
| Steregushchy  | Astillero Zhdanov, Leningrado | 1937                | 1939                | Bombardeado y hundido el 21 de septiembre de 1941 cerca de Kronstadt, rescatado en 1944 y puesto nuevamente en servicio en 1948, desguazado en 1959                                                                           |
| Stremitleny   | Astillero Zhdanov, Leningrado | 1936                | 1938                | Trasferido a la Flota del Norte en 1941, hundido 20 de julio de 1941 por bombarderos alemanes en la Bahía Ekaterininskaya, Múrmansk, reflotado parcialmente en 1942 y canibalizado por piezas de repuesto para el Razyaryonny |

### Flota del Pacífico
Todos los buques de la Flota del Pacífico fueron construidos por Dalzavod, Komsomolsk del Amur y remolcados hasta Vladivostok para ser equipados debido al poco calado del Río Amur. Una unidad, el Reshitelny (i), se perdió cuando quedó varado durante el viaje el 7 de noviembre de 1938, con daños irreparables. El material para estos buques era reunido en Nikolayev y posteriormente enviado al este por el ferrocarril Transiberiano. 
| Buque           | Botado   | Completado | Destino                                                                        |
| --------------- | -------- | ---------- | ------------------------------------------------------------------------------ |
| Rezvy           | 1937     | 1940       | Desguazado en 1958                                                             |
| Ryany           | oct 1937 | 1939       | Hundido como blanco el 8 de enero de 1961 en el Mar de Japón                   |
| Raztropny       | 1939     | 1940       | Desguazado en los 1950s                                                        |
| Redkiy          | 1941     | 1942       | Desguazado en 1962                                                             |
| Razyashtchy     | 1938     | 1940       | Hundido como blanco en 1961                                                    |
| Reshitelny (ii) | 1939     | 1941       | Vendido a la Armada del Ejército Popular de Liberación en 1955 como Chang Chun |
| Retivy          | 1940     | 1941       | Vendido a la Armada del Ejército Popular de Liberación en 1955 como Chi Lin    |
| Revnosty        | 1940     | 1941       | Desguazado en los 1950s                                                        |
| Razyaryonny     | may 1941 | dic 1941   | Trasferido a la Flota del Norte en 1942, hundido como blanco en 1958           |
| Razumny         | 1940     | 1941       | Trasferido a la Flota del Norte en 1942, a pique en los 1960s                  |
| Rekordny        | 1940     | 1941       | Vendido a la Armada del Ejército Popular de Liberación en 1954 como Anshan     |
| Rezkiy          | 1940     | 1942       | Vendido a la Armada del Ejército Popular de Liberación en 1955 como Fushun     |